# Errol Trzebinski
Errol Trzebinski (født 24. juni 1936 i Gloucester, England, død 12. juli 2025) var en engelsk forfatterinde. Hun boede og arbejdede i Lamu, Kenya.
Hun var professionel skribent og skrevflere bøger om prominente historiske personer fra kolonitidens Kenya, herunder Silence Will Speak – A Study of the Life of Denys Finch Hatton and His Relationship With Karen Blixen (1977) og The Lives of Beryl Markham – Out of Africa's Hidden Free Spirit and Denys Finch Hatton's Last Great Love (1993). Det førstnævnte værk blev anvendt som kilde til manuskriptet til Hollywood-filmen Out of Africa (1985).
Hun giftede sig i 1954 med en polak og bosatte sig i den del af Nairobi, som støder op til Karen Blixens tidligere farm.

## Bøger oversat til dansk
- Trzebinski, Errol (1978). Tilsidst taler tavsheden : en skildring af Denys Finch Hattons liv og hans forhold til Karen Blixen. Kbh.: Lindhardt og Ringhof. ISBN 87-7560-312-8.